# Atanu Das
Atanu Das (né le 5 avril 1992) est un archer indien.

## Biographie
Atanu Das fait ses débuts au tir à l'arc en 2006. Ses premières compétitions internationales ont lieu en 2008. Le 27 juin 2016, il est sélectionné pour représenter l'Inde aux Jeux olympiques d'été de 2016 en devancent Jayanta Talukdar et Mangal Singh Champia.

### Vie privée
Atanu Das rencontre l'archère indienne Deepika Kumari en 2008 à la Tata Archery Academy. Ils commencent à se fréquenter en 2017 et se marient à Morabadi le 30 juin 2020.

## Palmarès
- Jeux olympiques[2]
  - 9e à l'individuel homme aux Jeux olympiques d'été de 2016 à Rio de Janeiro.

- Championnats du monde[2]
  -  Médaille d'argent à l'épreuve par équipe homme aux championnats du monde junior de 2011 à Legnica.

- Coupe du monde[2]
  -  Médaille de bronze à l'épreuve par équipe mixte à la coupe du monde 2013 de Medellín.
  -  Médaille de bronze à l'épreuve par équipe mixte à la coupe du monde 2014 de Medellín.
  -  Médaille d'argent à l'épreuve par équipe homme à la coupe du monde 2014 de Medellín.
  -  Médaille d'argent à l'épreuve par équipe homme à la coupe du monde 2014 de Wrocław.
  -  Médaille de bronze à l'épreuve par équipe mixte à la coupe du monde 2016 de Shanghai.
  -  Médaille de bronze à l'épreuve par équipe homme à la coupe du monde 2016 de Shanghai.
  -  Médaille d'argent à l'épreuve par équipe mixte à la coupe du monde 2016 de Antalya.

- Championnats d'Asie
  -  Médaille d'argent à l'épreuve par équipe homme aux championnats d'Asie de 2017 à Dhaka.